# 錫福斯 (明尼蘇達州)
錫福斯（英語：Seaforth）是一個位於美國明尼蘇達州雷德伍德縣的城市。

## 歷史
錫福斯於1894年成立，1900年升格為城市。錫福斯的郵局於1899年成立，其後於1995年停運。

## 人口
根據2020年美國人口普查的數據，錫福斯的面積為2.65平方千米，當中陸地面積為2.64平方千米，而水域面積為0.01平方千米。當地共有人口82人，而人口密度為每平方千米31人。